# Шаан Натали
Натали Шаан (арм. Շահան Նաթալի), Немесис, урожд. Акоп Тер-Акопян (Յակոբ Տէր Յակոբեան; 14 июля 1884 — 19 апреля 1983) — армянский общественно-политический деятель, писатель и философ.

## Биография
Родился в селе Усеник Харбердского вилайета Османской империи. Во время армянской резни 1894—1896 гг. отец, дядя и ряд родственников были убиты, сам Шаан был спасён соседями-греками. Окончил училище в Константинополе, в 1909—1912 гг. учился в Бостонском университете.
Являлся идеологическим вдохновителем и одним из руководителей (наряду с Г. Мержановым) операции «Немесис» (Немезида) АРФ Дашнакцутюн по ликвидации главных виновников геноцида армян. Предлагал боевыми и террористическими акциями заставить Турцию признать право армянских беженцев на возвращение в Западную Армению. Не найдя поддержки в АРФД, в конце 1920-х годов вышел из Бюро и состава партии.
Автор ряда трудов по Армянскому вопросу: «Турки и Мы», «Пантюркизм от Анкары до Баку и турецкая ориентация» (1928), «Новое дополнение: „Как?“ и „Почему?“ Александропольского договора» (1955), поэм и переводов. Был редактором ряда патриотических газет («Марткоц», «Амроц» и т. д.), не разделявших политику, проводимую Центральным Бюро АРФД. Позже из Европы переехал в США. В 1961 г. единственный раз побывал в Советской Армении. Приветствовал создание армянских боевых групп 1970-80-х гг.
Умер в Уотертауне, штат Массачусетс, США.

### Поэмы, рассказы и драмы
- Օրէնքի եւ Ընկերութեան Զոհերէն («От жертв закона и дружбы»). Бостон, 1909. 63 стр.

- Ամպեր («Облака»). Бостон, 1909.

- Սերի եւ ատելութեան երգեր («Песни любви и ненависти»). Бостон, 1915. 165 стр.

- Վրէժի ավետարան («Евангелие мести»). Нью Йорк, 1918. 39 стр.

### Национально-политическая литература
- Թուրքերը եւ Մենք («The Turks and Us»). Athens: Nor Or, 1928. 70 pages. Second printing, Boston, 1931. 93 pages.
- Natalie, Shahan [1928] (2002). The Turks and Us (in English). Nagorno-Karabakh: Punik Publishing.
- Թուրքիզմը Անգորայէն Բագու եւ Թրքական Օրիէնթասիոն («Turkism from Angora to Baku and Turkish Orientation»). Athens: Nor Or, 1928. 172 pages.
- Ալեքսանդրապօլի Դաշնագրէն 1930-ի Կովկասեան Ապստամբութիւնները («From the Treaty of Alexandrapol to the 1920 Caucasian Insurgencies»). Volumes 1 and 2. Marseilles: Arabian Publishing, 1934-35.
- Երեւանի Համաձայնագիրը («The Yerevan Agreement»). Boston: 1941. 112 pages.
- Գիրք Մատուցման եւ Հատուցման («Book of Dedication and Compensation»). Beirut: Onipar Publishing, 1949 (first printing). 160 pages. Beirut: Azdarar Publishing, 1954 (second printing). 134 pages. Contents:

1. Այսպէս Սպաննեցինք («How We Killed»)
2. Յաւելուած (Addendum), illustrated.

- Վերստին Յաւելուած—Ալեքսանդրապօլի Դաշնագրի «Ինչպէ՞սն ու ինչո՞ւն» («Re-Addendum — The How and Why of the Treaty of Alexandrapol»). Boston: Baikar, 1955. 144 pages.